# Psychoda trinodulosa
Psychoda trinodulosa är en tvåvingeart som beskrevs av Tonnoir 1922. Psychoda trinodulosa ingår i släktet Psychoda och familjen fjärilsmyggor. Inga underarter finns listade i Catalogue of Life.